# Calatia
Calatia war eine antike Stadt in Italien in der Landschaft Kampanien. Sie lag südöstlich von Capua an der Via Appia auf dem Weg nach Caudium und Benevent beim heutigen S. Giacomo delle Galazze, Galazia, etwa 2 km südöstlich von Caserta.
313 v. Chr. wurde Calatia von den Römern erobert, fiel aber während des Zweiten Punischen Krieges zusammen mit Capua wieder ab. Im 2. Jahrhundert v. Chr. wurde Calatia ein römisches Municipium, 59 v. Chr. Colonia.
Auf ein spätantikes Bistum der Stadt geht das Titularbistum Titularbistum Calatia der römisch-katholischen Kirche zurück.